# استفنی دی سایکس
اِستفنی دی سایکس (انگلیسی: Stephanie de Sykes؛ زادهٔ ۱۹۴۸) با نامِ اصلی اِستفنی رایتون یک خواننده، و ترانه‌سرا اهل بریتانیا است.
یکی از ترانه‌های در سال ۱۹۷۴ به رتبهٔ دوم جدول تک‌آهنگ‌های بریتانیا دست یافت.
او خوانندهٔ پشت‌صحنهٔ یکی از آلبوم‌های میت لوف در سال ۱۹۸۴ هم بود.